# ジョンキエール駅
ジョンキエール駅（仏語：Gare de Jonquière）はカナダケベック州ジョンキエール リュ・サン・ドミニク2439にある駅。カナダ各地を結ぶVIA鉄道が乗り入れている。

## 概要
当駅は有人駅である。

## 利用可能な鉄道路線／列車
VIA鉄道の停車する列車は下記の通り。
モントリオールとジョンキエール間の昼行長距離列車モントリオール・ジョンキエール列車 …モントリオール方面 火・木・日 出発